# Macaca silenus
Il sileno, scimmia dalla barba bianca, macaco dalla coda leonina, vanderú o uanderú (Macaca silenus (Linnaeus, 1758)) è un primate appartenente alla famiglia dei Cercopithecidae.

## Descrizione
È un macaco di piccole dimensioni: i maschi adulti sono lunghi dai 50 ai 60 cm con un peso medio di 8 kg. Ha una criniera di peli bianco-grigiastri che circonda il muso, che contrasta  con il pelame nero splendente del resto del corpo. La coda è fornita, nei maschi sessualmente maturi, di un ciuffo di peli neri.

## Biologia
È una specie arboricola che vive a 40-50 metri d'altezza con una predilezione per gli esemplari di Cullenia exarillata e Artocarpus heterophyllus

Vive in gruppi di 12-15 individui, comprendenti un maschio adulto, 2-3 maschi sub-adulti, 3-4 femmine mature e 5-6 piccoli, che occupano un'area di diffusione di circa 5 km² insieme ad altri gruppi: la zona centrale dell'area occupata dal branco si aggira sui 300-400 ettari.
Si nutre di frutta, foglie e fiori, integrati via via da radici, lucertole, insetti, piccole rane e funghi.
I sileni si procurano l'acqua leccando la superficie delle foglie o bevendo dalle piccole pozze che si formano nella cavità degli alberi; quando queste foreste, una o due volte l'anno, attraversano un periodo di siccità, essi scendono a terra per abbeverarsi rapidamente ai ruscelli che scorrono sempre nel fondo della valle.
Tra i predatori si annoverano alcune specie di uccelli rapaci del genere Ictinaetus o Spizaetus, e l'uomo, che ha causato la diminuzione drammatica di questo primate.

## Distribuzione
La specie è diffusa sui Ghati occidentali, una catena di monti che si erge parallelamente alla costa del Malabar, nel sud-ovest dell'India. Tra gli altipiani e le valli compresi fra i 600 ed i 1400 metri si trovano gli ultimi lembi di foresta pluviale tropicale (chiamati "sholas" in lingua locale).

## Conservazione
È oggi la scimmia indiana maggiormente minacciata di estinzione; una legge del governo indiano che dal 1972 ha dichiarato ufficialmente il sileno specie protetta.
Secondo una stima del 2002 ne sopravvivono da 3500 a 4000 individui, frazionati in subpopolazioni non in contatto fra di loro. Il venir meno della continuità dell'ambiente forestale montano, a causa dei ripetuti tagli effettuati o per sfruttare il legname o per creare nuove zone da dedicare alla coltivazione, ha portato le singole subpopolazioni all'isolamento. Questo tipo di isolamento è la minaccia più grande: una popolazione isolata ha poche speranze di perpetuare la specie, ed una volta che sia scomparsa da una zona per qualche motivo, non sarà più sostituita da un altro gruppo.
Inoltre in molte parti del suo areale il sileno è sottoposto ad una intensa caccia da parte delle popolazioni indigene che lo scambiano con un'altra scimmia a lui molto simile, il langur del Nilgiri (Trachypithecus johnii), la carne del quale viene ritenuta dalla tradizione medica locale un rimedio contro le malattie polmonari.
Per questi motivi, ai quali si devono aggiungere incendi dolosi, costruzioni di nuove strade e nuovi insediamenti umani, il censimento della popolazione di sileno effettuato da Green ha portato ad una stima di circa 500-600 individui in tutto il territorio della catena dei Ghati occidentali. Recentemente è stata scoperta da Brian Groombridge una zona in cui esiste una colonia di sileni in una parte del territorio chiamata Nadukani Valley nel Distretto dei Nelliampathi Hills. Se la popolazione in natura non arriva ai 700-800 individui, quella in cattività era di 300 individui nell'81, di cui 104 nati in alcuni dei 60 zoo mondiali che li ospitano.